# Bryan Singer
Bryan Jay Singer (Nueva York, 17 de octubre de 1965) es un director, productor y guionista de cine estadounidense. Se hizo popular por su trabajo en The Usual Suspects y es especialmente conocido entre los aficionados a la ciencia ficción por sus trabajos en películas como X-Men o Superman Returns. Otras películas notables que dirigió son Valkyrie, Jack the Giant Slayer y Bohemian Rhapsody.

## Biografía
Singer es originario de la ciudad de Nueva York, creció en una casa-hogar judía en Nueva Jersey, Estados Unidos. Asistió a la escuela secundaria West Windsor-Plainsboro y realizó sus estudios de Dirección Cinematográfica en la Escuela de Artes Visuales de Nueva York y, más adelante, en la Escuela de Cine y Televisión de la Universidad del Sur de California en Los Ángeles. Singer fue criado en un hogar judío y ha declarado abiertamente su homosexualidad. Asimismo ha manifestado que el haber crecido como parte de una minoría le influyó en el desarrollo de su película X-Men.
Su compañía productora lleva el nombre de Bad Hat Harry Productions, y realiza trabajos para la televisión, el cine, DVD y videojuegos. Su nombre está tomado de una frase de su película favorita Tiburón: "That's some bad hat, Harry", se puede oír en el clip de los créditos de la compañía.
En abril de 2014 el actor Michael Egan lo acusó de haber abusado de él en 1999 cuando tenía quince años. Según las declaraciones de Egan, el director frecuentaba fiestas organizadas en diferentes mansiones en las que actores adolescentes eran violados repetidamente con la promesa de un papel. El actor finalmente retiró la demanda.

## Trabajos

### Lion's Den
Tras graduarse, Singer dirigió un corto llamado Lion's Den. En este trabajo, Singer hizo amistad con el actor Ethan Hawke, a quien conocía de su niñez en Nueva Jersey, y con el compositor y editor John Ottman.

### Public Access
Después de proyectarse el corto Lion's Den, Singer se acercó a una productora japonesa de películas de bajo presupuesto y junto con Christopher McQuarrie, su amigo de la secundaria, escribió el guion para 'Public Access, cuyo argumento se desarrolla en un idílico pueblito. Ottman trabajó como editor y compuso la música para la cinta. Durante el Festival de Cine de Sundance de 1993 la película fue co-ganadora del Gran Premio del Jurado.

### The Usual Suspects
Mientras asistían al Festival Sundace de 1993, Singer y McQuarrie empezaron a discutir una idea que McQuarrie tenía para una historia donde cinco criminales se conocen en una rueda de identificación. La película resultante, The Usual Suspects, ganó numerosos premios incluyendo el premio BAFTA de 1995 a la mejor película y el Premio Saturno para el mejor actor en una película de aventuras y suspense. McQuarrie ganó también el premio de la Academia como mejor guion original y el premio BAFTA por mejor guion. El compositor y editor John Ottman ganó el premio BAFTA por mejor edición y el premio Saturno a la mejor banda sonora. Kevin Spacey ganó el Óscar como mejor actor de reparto.

### Apt Pupil
En 1998, Singer dirigió la película Apt Pupil (en España Verano de corrupción), basada en la novela de Stephen King del mismo nombre. El guion fue adaptado por uno de sus amigos, Brandon Boyce. Esta película cuenta la historia de un joven muchacho que desarrolla una mórbida fascinación por un criminal de Guerra Nazi. Esta cinta recoge también una de las experiencias de la niñez de Singer, cuando él y sus amigos formaron brevemente un Club Nazi. Singer ha declarado posteriormente que ese club fue creado debido a la gran atracción que ejercía en ellos la Segunda Guerra Mundial y que de ninguna manera el grupo era antisemita.

### X-Men
Inicialmente Singer se acercó a la 20th Century Fox para dirigir X-Men, después de haber dirigido The Usual Suspects, pero debido a que no era un fan de los cómics y desconocía a los personajes rechazó la oferta. Sin embargo, su amigo Tom DeSanto, gran fan de estos y socio de la compañía productora Bad Hat Harry Productions lo persuadió para que reconsiderara la oferta. Singer, tras leer los cómics y familiarizarse con los personajes, aceptó firmar con la Fox. Singer rechazó todos los guiones creados a lo largo de una década para producciones que nunca llegaron a realizarse. Finalmente, y junto a DeSanto, crearon el boceto del nuevo guion en una semana, que luego desarrolló con David Hayter, quien anteriormente había sido su chófer. Con esta cinta Singer ganó el Premio Saturno como mejor director del 2000.

### Confessions of a Dangerous Mind
A inicios del 2001, Singer planeó dirigir Confesiones de una mente peligrosa (Confessions of a Dangerous Mind), guion escrito por Charlie Kaufman, basada en la novela homónima de Chuck Barris y protagonizada por Johnny Depp. Sin embargo, la producción se detuvo debido a problemas financieros, por lo que Singer abandonó el proyecto. Más adelante este filme fue retomado por Miramax Films quien encargó la dirección a George Clooney y tenía a Sam Rockwell en el papel estelar. Más tarde Singer manifestó que estaba gratamente impresionado por el trabajo de Clooney.

### X-Men 2
En junio de 2002 se dio inicio a la filmación de la segunda parte de los X-Men en Canadá, con Singer nuevamente como director, pero esta vez contando con David Hayter, Dan Harris y Mike Dougherty como guionistas. En el 2004, X-Men 2 fue nominada a los premios Hugo como mejor película dramática pero perdió frente a El Señor de los Anillos: el retorno del Rey, dirigida por Peter Jackson.

### Star Trek: Nemesis
En el 2002 Patrick Stewart se enteró de que Singer había sido un ferviente fan de la serie y le arregló una visita al set de Star Trek: Nemesis donde apareció casi al final de la película como un oficial de la Flota Estelar en el puente de mando de la nave Enterprise.

### Dr. House
El 16 de noviembre de 2004 una nueva serie dramática relacionada con ambiente médico salió al aire por la cadena Fox con el nombre de House. En esta serie Singer es el productor ejecutivo pero también dirigió el piloto y el tercer episodio, incluso tuvo una breve aparición en el duodécimo capítulo donde actúa como él mismo. House, la cual ha sido una de las series más populares en Estados Unidos, fue emitida a través de la cadena FOX y contaba una media de 13 millones de espectadores por episodio. En España puede verse a través del canal FOX y en abierto a través de Cuatro. La serie emitió su capítulo final el 21 de mayo de 2012.
House ha ganado varios premios importantes: dos Emmys. El primero para Hugh Laurie (actor que interpreta a House) como mejor actor de serie dramática, y el segundo para el creador de la serie, David Shore, al mejor guion por el capítulo de la primera temporada titulado "Tres Historias". Además, Hugh Laurie ha conseguido el Globo de Oro al mejor actor en serie de drama en 2006.

### King Kong
Casi como una broma, Singer fue llamado a Nueva Zelanda para dirigir algunas de las últimas tomas de la película de 2005, King Kong, pues el director de la película, Peter Jackson, se encontraba extremadamente exhausto y necesitaba dormir, por lo que pidió su ayuda. Sin embargo se le aseguró a los ejecutivos de Universal que ya todo estaba listo. Parte de este procedimiento se muestra en el diario de producción de King Kong de Peter Jackson. Luego se desmintió su participación formal en la realización del filme.

### Superman Returns
A mediados del 2004, Singer estuvo en negociaciones para dirigir la tercera parte de X-Men para la Fox. Casi al mismo tiempo se le ofreció la posibilidad de dirigir la nueva película de Superman, Superman Returns. El 19 de julio la revista Variety informó de que Singer había firmado con Warner Bros para dirigir la nueva película de Superman, lo que condujo a que la Fox diera por terminado su contrato con la compañía productora de Singer, Bad Hat Harry Productions. La película Superman Returns fue filmada en Australia durante 2005. Se estrenó comercialmente en cines en junio de 2006, y en Argentina y otras partes del mundo en julio de ese mismo año. Si bien el estudio estimó una recaudación mayor a la de la película Spiderman, también una adaptación de cómics, no fue realmente así, y la película recaudó en Estados Unidos solo 200 millones de dólares, y en el mercado internacional un monto similar. El director no esperaba conseguir esta recaudación porque consideraba que Superman es un héroe estadounidense, aun así recaudó 200 millones de dólares en el resto del mundo. Este monto no se acercó a lo que el estudio esperaba ya que el coste de la película, y esto según el propio director, había ascendido a 200 millones de dólares. Por esta razón al director se le redujo el presupuesto para una próxima entrega en tan solo 170 millones, y bajo la premisa de incluir más acción en la siguiente película. Aún no hay detalles de una secuela, pero sí fue descartado como director de una próxima entrega.

### Battlestar Galactica
A finales del 2001, los planes de Singer era los de ayudar al productor Tom DeSanto en la producción de la nueva serie televisiva Battlestar Galactica para el Studio USA (hoy NBC Universal Television Studio) y la cadena Fox. Singer tenía el compromiso de dirigir la miniserie que serviría como piloto de una potencial serie. Es así que, en una entrevista para la revista Variety de febrero de 2001, comentó que se sentía muy seguro de que la marca Galactica era un gigante dormido, "Galáctica era una serie que había visto la primera vez que salió al aire, desde el piloto hasta el último capítulo. La esencia de esta marca sería muy fuerte en un ambiente donde existe un gran déficit de programas de ciencia ficción". Sin embargo la producción se retrasó también debido a los ataques del 11 de septiembre, lo que llevó a Singer a abandonar el proyecto puesto que ya estaba comprometido para dirigir la secuela de X-men. La cadena Fox, entonces perdió el interés y el Studio USA llevó el proyecto al canal de ciencia ficción Sci Fi Channel y a diferentes equipos de producción, lo que dio como resultado la nueva miniserie Battlestar Galactica en 2003 y la serie de televisión en 2004. Finalmente en verano de 2009 se anunció que Bryan había retomado su proyecto original y adaptaría la serie a la gran pantalla.

### X-Men: días del futuro pasado
Tras la retirada de Matthew Vaughn después de dirigir X-Men: primera generación, la Fox volvió a contratarle para dirigir la próxima entrega de la franquicia mutante.
Para Singer ha sido una gran experiencia retornar a la saga y ha disfrutado mucho dirigiendo X-Men: días del futuro pasado.
Estas fueron sus palabras sobre la película:
Es épica. No creo que la gente se dé cuenta de lo grande que va a ser esta película..
Antes del estreno confirmó en Twitter que estaba preparando la próxima película para el 2016. Su título sería X-Men: Apocalipsis.

### X-Men: Apocalipsis
En diciembre de 2013, pocos meses antes del estreno de X-Men: días del futuro pasado, Singer confirmó por Twitter que en 2016 se estrenaría una nueva película de la franquicia, esta llevará el título X-Men: Apocalipsis y contará con el elenco de X-Men: primera generación y X-Men: días del futuro pasado. Con la incorporación de Oscar Isaac a la saga en el papel del villano Apocalipsis.

### Dark Phoenix
Tras las denuncias de abuso sexual, fue reemplazado por Simon Kinberg como director, dejando además de ser productor de la película.

## Controversia por denuncias de violación a un menor
A comienzos de 2014, Michael F. Egan III denunció abusos por parte de Bryan Singer. El actor dijo haber sido violado numerosas veces en una mansión de Los Ángeles donde se celebraban “sórdidas fiestas” en las que los invitados estaban desnudos y mantenían relaciones sexuales con adolescentes. Él -aseguró- tenía 15 años cuando fue violado en una de estas fiestas, que tenían lugar en una mansión de Encino llamada M&C Estate. Egan asegura que Bryan Singer lo obligó a inhalar cocaína y a beber alcohol y que luego, bajo la amenaza de una pistola, lo violó varias veces. Michael Egan explicó que Singer y otros hombres  amenazaron a él y a su familia. "Nosotros controlamos Hollywood —le dijeron, según ha denunciado—. Si no mantienes contentos a los miembros de este grupo te eliminaremos". Bajo estas amenazas, fue violado en otras ocasiones. "Si tuviera que definir lo que era aquella casa... Era el mal", dijo el joven.

## Filmografía
| Año  | Película                                           | Director | Productor | Escritor | Crítica | Notas                                                               |
| ---- | -------------------------------------------------- | -------- | --------- | -------- | ------- | ------------------------------------------------------------------- |
| 1993 | Public Access                                      | Sí       | Sí        | Sí       | 50%     |                                                                     |
| 1995 | The Usual Suspects                                 | Sí       | Sí        | No       | 88%     |                                                                     |
| 1998 | Apt Pupil                                          | Sí       | No        | No       | 53%     |                                                                     |
| 2000 | X-Men                                              | Sí       | No        | Sí       | 81%     |                                                                     |
| 2003 | X-Men 2                                            | Sí       | Sí        | Sí       | 87%     | Productor ejecutivo                                                 |
| 2006 | Superman Returns                                   | Sí       | Sí        | Sí       | 76%     |                                                                     |
| 2006 | Look, Up in the Sky: The Amazing Story of Superman | No       | Sí        | No       | 88%     |                                                                     |
| 2007 | Trick 'r Treat                                     | No       | Sí        | No       | 85%     |                                                                     |
| 2008 | Valkyrie                                           | Sí       | Sí        | No       | 62%     |                                                                     |
| 2011 | X-Men: primera generación                          | No       | Sí        | Sí       | 87%     |                                                                     |
| 2013 | Jack the Giant Slayer                              | Sí       | Sí        | No       | 52%     |                                                                     |
| 2013 | Uwantme2killhim?                                   | No       | Sí        | No       | 65%     |                                                                     |
| 2014 | X-Men: días del futuro pasado                      | Sí       | Sí        | No       | 90%     |                                                                     |
| 2014 | The Taking of Deborah Logan                        | No       | Sí        | No       | 83%     |                                                                     |
| 2016 | X-Men: Apocalipsis                                 | Sí       | No        | Sí       | 48%     |                                                                     |
| 2018 | Bohemian Rhapsody                                  | Sí       | No        | No       | 61%     | Solo dirigió los 3 primeros meses de rodaje, antes de ser despedido |

### Cortometrajes
- Lion's Den (1988)